# Campionati del mondo di triathlon del 2019 - Abu Dhabi
La prima gara della serie dei Campionati mondiali di triathlon del 2019 si è tenuta ad Abu Dhabi, Emirati Arabi Uniti in data 8-9 marzo 2019.
Abu Dhabi è stata anche la sede della prima gara della serie a staffetta mista dei Campionati mondiali di triathlon del 2019, che si è tenuta il 9 marzo 2019 .

## Risultati

### Élite uomini
| Pos. | Atleta                | Paese         | Nuoto    | Bici     | Corsa    | Totale   |
| ---- | --------------------- | ------------- | -------- | -------- | -------- | -------- |
|      | Mario Mola            | Spagna        | 00:08:50 | 00:27:48 | 00:14:00 | 00:52:00 |
|      | Alex Yee              | Regno Unito   | 00:09:05 | 00:27:38 | 00:14:07 | 00:52:03 |
|      | Fernando Alarza       | Spagna        | 00:08:58 | 00:27:41 | 00:14:18 | 00:52:12 |
| 4    | Léo Bergere           | Francia       | 00:08:47 | 00:27:45 | 00:14:27 | 00:52:14 |
| 5    | Vincent Luis          | Francia       | 00:08:39 | 00:28:00 | 00:14:23 | 00:52:15 |
| 6    | Sam Ward              | Nuova Zelanda | 00:08:45 | 00:27:46 | 00:14:31 | 00:52:16 |
| 7    | Henri Schoeman        | Sudafrica     | 00:08:38 | 00:27:56 | 00:14:29 | 00:52:17 |
| 8    | Jacob Birtwhistle     | Australia     | 00:09:01 | 00:27:36 | 00:14:29 | 00:52:21 |
| 9    | Thomas Bishop         | Regno Unito   | 00:08:43 | 00:27:54 | 00:14:27 | 00:52:23 |
| 10   | Hayden Wilde          | Nuova Zelanda | 00:09:11 | 00:27:23 | 00:14:43 | 00:52:25 |
| 11   | Tyler Mislawchuk      | Canada        | 00:08:47 | 00:27:50 | 00:14:37 | 00:52:27 |
| 12   | Joao Pereira          | Portogallo    | 00:09:07 | 00:27:29 | 00:14:35 | 00:52:27 |
| 13   | Eli Hemming           | Stati Uniti   | 00:08:59 | 00:27:34 | 00:14:38 | 00:52:27 |
| 14   | Andreas Schilling     | Danimarca     | 00:09:14 | 00:27:19 | 00:14:37 | 00:52:31 |
| 15   | Lukas Hollaus         | Austria       | 00:09:12 | 00:27:20 | 00:14:48 | 00:52:33 |
| 16   | Joao Silva            | Portogallo    | 00:09:03 | 00:27:38 | 00:14:33 | 00:52:35 |
| 17   | Bence Bicsák          | Ungheria      | 00:09:11 | 00:27:29 | 00:14:31 | 00:52:35 |
| 18   | Jonas Schomburg       | Germania      | 00:08:49 | 00:27:46 | 00:14:48 | 00:52:36 |
| 19   | Vicente Hernandez     | Spagna        | 00:09:11 | 00:27:30 | 00:14:34 | 00:52:37 |
| 20   | Matthew McElroy       | Stati Uniti   | 00:08:59 | 00:27:40 | 00:14:50 | 00:52:47 |
| 21   | Antonio Serrat Seoane | Spagna        | 00:09:08 | 00:27:34 | 00:14:47 | 00:52:48 |
| 22   | Gustav Iden           | Norvegia      | 00:09:11 | 00:27:27 | 00:14:57 | 00:52:53 |
| 23   | Jorik Van Egdom       | Paesi Bassi   | 00:09:08 | 00:27:23 | 00:15:04 | 00:52:57 |
| 24   | Richard Murray        | Sudafrica     | 00:09:15 | 00:27:18 | 00:15:12 | 00:53:01 |
| 25   | Adrien Briffod        | Svizzera      | 00:09:13 | 00:27:28 | 00:15:07 | 00:53:02 |
| 26   | Luke Willian          | Australia     | 00:09:10 | 00:27:28 | 00:15:08 | 00:53:04 |
| 27   | Alessandro Fabian     | Italia        | 00:09:13 | 00:27:21 | 00:15:17 | 00:53:06 |
| 28   | Irving Perez          | Messico       | 00:08:57 | 00:27:43 | 00:15:10 | 00:53:10 |
| 29   | Ben Kanute            | Stati Uniti   | 00:08:41 | 00:27:58 | 00:15:30 | 00:53:21 |
| 30   | Alois Knabl           | Austria       | 00:08:40 | 00:27:53 | 00:15:29 | 00:53:22 |
| 31   | Manoel Messias        | Brasile       | 00:09:17 | 00:27:28 | 00:15:22 | 00:53:23 |
| 32   | Kristian Blummenfelt  | Norvegia      | 00:09:03 | 00:27:31 | 00:15:37 | 00:53:30 |
| 33   | Lasse Lührs           | Germania      | 00:09:01 | 00:27:31 | 00:15:43 | 00:53:32 |
| 34   | Shachar Sagiv         | Israele       | 00:09:00 | 00:27:42 | 00:15:38 | 00:53:35 |
| 35   | Gábor Faldum          | Ungheria      | 00:09:14 | 00:27:25 | 00:15:47 | 00:53:42 |
| 36   | Aaron Royle           | Australia     | 00:08:41 | 00:28:00 | 00:15:52 | 00:53:53 |
| 37   | Dorian Coninx         | Francia       | 00:08:43 | 00:27:56 | 00:16:15 | 00:54:09 |
| 38   | Marten Van Riel       | Belgio        | 00:08:46 | 00:27:53 | 00:16:19 | 00:54:15 |
| 39   | Russell White         | Irlanda       | 00:09:07 | 00:27:33 | 00:16:16 | 00:54:16 |
| 40   | Tayler Reid           | Nuova Zelanda | 00:08:55 | 00:27:46 | 00:16:21 | 00:54:18 |
| 41   | Marco Van Der Stel    | Paesi Bassi   | 00:08:56 | 00:27:47 | 00:17:07 | 00:55:06 |
| 42   | Casper Stornes        | Norvegia      | 00:09:06 | 00:28:36 | 00:16:17 | 00:55:25 |
| 43   | Crisanto Grajales     | Messico       | 00:09:13 | 00:29:22 | 00:15:47 | 00:55:44 |
| 44   | Richard Varga         | Slovacchia    | 00:08:38 | 00:30:05 | 00:15:39 | 00:55:49 |
| 45   | Alexis Lepage         | Canada        | 00:09:05 | 00:31:17 | 00:15:36 | 00:57:13 |
| 46   | Diogo Sclebin         | Brasile       | 00:09:15 | 00:31:07 | 00:17:57 | 00:59:41 |

### Élite donne
| Pos. | Atleta                 | Paese         | Nuoto    | Bici     | Corsa    | Totale   |
| ---- | ---------------------- | ------------- | -------- | -------- | -------- | -------- |
|      | Katie Zaferes          | Stati Uniti   | 00:09:08 | 00:28:55 | 00:16:09 | 00:55:31 |
|      | Taylor Spivey          | Stati Uniti   | 00:09:09 | 00:28:53 | 00:16:33 | 00:55:57 |
|      | Jessica Learmonth      | Regno Unito   | 00:09:06 | 00:28:52 | 00:16:44 | 00:56:06 |
| 4    | Taylor Knibb           | Stati Uniti   | 00:09:15 | 00:28:47 | 00:16:44 | 00:56:09 |
| 5    | Non Stanford           | Regno Unito   | 00:09:26 | 00:29:41 | 00:16:11 | 00:56:37 |
| 6    | Lotte Miller           | Norvegia      | 00:09:12 | 00:28:49 | 00:17:20 | 00:56:42 |
| 7    | Cassandre Beaugrand    | Francia       | 00:09:25 | 00:29:48 | 00:16:15 | 00:56:45 |
| 8    | Vicky Holland          | Regno Unito   | 00:09:23 | 00:29:45 | 00:16:25 | 00:56:50 |
| 9    | Georgia Taylor-Brown   | Regno Unito   | 00:09:34 | 00:29:28 | 00:16:25 | 00:56:53 |
| 10   | Ashleigh Gentle        | Australia     | 00:09:39 | 00:29:31 | 00:16:28 | 00:56:57 |
| 11   | Laura Lindemann        | Germania      | 00:09:20 | 00:29:47 | 00:16:33 | 00:57:00 |
| 12   | Leonie Periault        | Francia       | 00:09:31 | 00:29:41 | 00:16:26 | 00:57:03 |
| 13   | Rachel Klamer          | Paesi Bassi   | 00:09:20 | 00:29:46 | 00:16:40 | 00:57:06 |
| 14   | Jolanda Annen          | Svizzera      | 00:09:23 | 00:29:40 | 00:16:45 | 00:57:11 |
| 15   | Vendula Frintova       | Rep. Ceca     | 00:09:20 | 00:29:46 | 00:16:45 | 00:57:18 |
| 16   | Chelsea Burns          | Stati Uniti   | 00:09:19 | 00:29:55 | 00:16:37 | 00:57:21 |
| 17   | Annamaria Mazzetti     | Italia        | 00:09:26 | 00:29:41 | 00:16:53 | 00:57:21 |
| 18   | Verena Steinhauser     | Italia        | 00:09:27 | 00:29:39 | 00:17:02 | 00:57:28 |
| 19   | Ainsley Thorpe         | Nuova Zelanda | 00:09:34 | 00:29:42 | 00:16:57 | 00:57:31 |
| 20   | Claire Michel          | Belgio        | 00:09:34 | 00:29:40 | 00:16:59 | 00:57:37 |
| 21   | Emma Jeffcoat          | Australia     | 00:09:11 | 00:29:39 | 00:17:46 | 00:57:55 |
| 22   | Maya Kingma            | Paesi Bassi   | 00:09:13 | 00:28:49 | 00:18:34 | 00:57:58 |
| 23   | Melanie Santos         | Portogallo    | 00:09:28 | 00:29:48 | 00:17:21 | 00:57:59 |
| 24   | Lisa Perterer          | Austria       | 00:09:38 | 00:29:35 | 00:17:25 | 00:58:01 |
| 25   | Yuko Takahashi         | Giappone      | 00:09:18 | 00:29:49 | 00:17:44 | 00:58:15 |
| 26   | India Lee              | Regno Unito   | 00:09:33 | 00:29:33 | 00:17:54 | 00:58:25 |
| 27   | Carolina Routier       | Spagna        | 00:09:11 | 00:30:00 | 00:17:52 | 00:58:28 |
| 28   | Sara Perez Sala        | Spagna        | 00:09:14 | 00:29:55 | 00:17:52 | 00:58:33 |
| 29   | Sandra Dodet           | Francia       | 00:09:21 | 00:30:20 | 00:17:34 | 00:58:38 |
| 30   | Nicole Van Der Kaay    | Nuova Zelanda | 00:09:24 | 00:29:53 | 00:17:57 | 00:58:43 |
| 31   | Romana Gajdošová       | Slovacchia    | 00:09:36 | 00:29:36 | 00:18:16 | 00:58:49 |
| 32   | Vittoria Lopes         | Brasile       | 00:09:13 | 00:29:57 | 00:18:18 | 00:58:52 |
| 33   | Miriam Casillas García | Spagna        | 00:09:31 | 00:29:40 | 00:18:24 | 00:58:55 |
| 34   | Julia Hauser           | Austria       | 00:09:41 | 00:31:01 | 00:16:53 | 00:58:56 |
| 35   | Summer Rappaport       | Stati Uniti   | 00:09:08 | 00:30:49 | 00:17:55 | 00:59:17 |
| 36   | Zsófia Kovács          | Ungheria      | 00:09:32 | 00:31:14 | 00:17:19 | 00:59:22 |
| 37   | Anne Holm              | Danimarca     | 00:09:19 | 00:29:55 | 00:18:52 | 00:59:28 |
| 38   | Ai Ueda                | Giappone      | 00:09:45 | 00:31:28 | 00:16:55 | 00:59:31 |
| 39   | Juri Ide               | Giappone      | 00:09:33 | 00:31:37 | 00:17:01 | 00:59:38 |
| 40   | Gillian Sanders        | Sudafrica     | 00:09:38 | 00:31:37 | 00:17:05 | 00:59:41 |
| 41   | Anna Godoy Contreras   | Spagna        | 00:09:15 | 00:31:29 | 00:17:42 | 00:59:50 |
| 42   | Helena Carvalho        | Portogallo    | 00:09:23 | 00:29:47 | 00:19:29 | 01:00:07 |
| 43   | Lisa Berger            | Svizzera      | 00:09:37 | 00:31:05 | 00:18:05 | 01:00:08 |
| 44   | Kirsten Nuyes          | Paesi Bassi   | 00:09:40 | 00:31:30 | 00:17:41 | 01:00:16 |
| 45   | Michelle Flipo         | Messico       | 00:09:37 | 00:31:40 | 00:17:56 | 01:00:34 |
| 46   | Simone Ackermann       | Sudafrica     | 00:09:22 | 00:31:17 | 00:18:48 | 01:00:57 |
| 47   | Luisa Baptista         | Brasile       | 00:09:26 | 00:31:53 | 00:18:29 | 01:01:11 |
| 48   | Yuka Sato              | Giappone      | 00:09:31 | 00:31:12 | 00:19:09 | 01:01:17 |
| 49   | Margit Vanek           | Ungheria      | 00:09:14 | 00:31:30 | 00:19:38 | 01:01:43 |
| 50   | Jolien Vermeylen       | Belgio        | 00:09:21 | 00:31:57 | 00:19:20 | 01:01:58 |

### Staffetta a squadre mista
| Pos. | Atleta                                                                       | Paese         | 1 frazione | 2 frazione | 3 frazione | 4 frazione | Totale    |
| ---- | ---------------------------------------------------------------------------- | ------------- | ---------- | ---------- | ---------- | ---------- | --------- |
|      | Ashleigh Gentle Luke Willian Emma Jeffcoat Jacob Birtwhistle                 | Australia     | 00:22:00   | 00:20:12   | 00:22:07   | 00:19:59   | 01:24:16" |
|      | Taylor Spivey Ben Kanute Katie Zaferes Eli Hemming                           | Stati Uniti   | 00:21:56   | 00:20:18   | 00:21:48   | 00:20:20   | 01:24:21" |
|      | Ainsley Thorpe Sam Ward Sophie Corbidge Hayden Wilde                         | Nuova Zelanda | 00:22:14   | 00:20:14   | 00:22:35   | 00:19:29   | 01:24:31" |
| 4    | Sandra Dodet Dorian Coninx Leonie Periault Léo Bergere                       | Francia       | 00:22:16   | 00:20:13   | 00:22:19   | 00:19:53   | 01:24:39" |
| 5    | Laura Lindemann Valentin Wernz Nina Eim Jonas Schomburg                      | Germania      | 00:22:00   | 00:20:14   | 00:22:39   | 00:19:49   | 01:24:41" |
| 6    | Angelica Olmo Delian Stateff Verena Steinhauser Gianluca Pozzatti            | Italia        | 00:22:04   | 00:20:22   | 00:22:28   | 00:20:07   | 01:25:00" |
| 7    | Vicky Holland Thomas Bishop Non Stanford Alex Yee                            | Regno Unito   | 00:22:13   | 00:20:23   | 00:22:34   | 00:20:16   | 01:25:24" |
| 8    | Anna Godoy Contreras Antonio Serrat Seoane Sara Perez Sala Vicente Hernandez | Spagna        | 00:22:25   | 00:20:08   | 00:23:09   | 00:19:46   | 01:25:27" |
| 9    | Rachel Klamer Marco Van Der Stel Maya Kingma Jorik Van Egdom                 | Paesi Bassi   | 00:22:19   | 00:20:20   | 00:22:50   | 00:20:05   | 01:25:33" |
| 10   | Zsófia Kovács Bence Bicsák Margit Vanek Tamás Tóth                           | Ungheria      | 00:22:24   | 00:20:02   | 00:23:10   | 00:20:14   | 01:25:48" |
| 11   | Melanie Santos Joao Silva Vera Vilaca Joao Pereira                           | Portogallo    | 00:22:14   | 00:20:15   | 00:23:15   | 00:20:10   | 01:25:52" |
| 12   | Jessica Romero Tinoco Crisanto Grajales Michelle Flipo Irving Perez          | Messico       | 00:23:02   | 00:20:48   | 00:22:59   | 00:19:56   | 01:26:43" |
| 13   | Julia Hauser Alois Knabl Lisa Perterer Lukas Hollaus                         | Austria       | 00:22:13   | 00:20:29   | 00:23:52   | 00:20:11   | 01:26:44" |
| 14   | Desirae Ridenour Matthew Sharpe Hannah Henry Tyler Mislawchuk                | Canada        | 00:22:32   | 00:20:40   | 00:23:36   | 00:20:03   | 01:26:50" |
| 15   | Gillian Sanders Henri Schoeman Amber Schlebusch Wian Sullwald                | Sudafrica     | 00:22:18   | 00:20:13   | 00:23:50   | 00:20:37   | 01:26:57" |
| 16   | Anastasia Abrosimova Alexander Bryukhankov Yuliya Golofeeva Grigory Antipov  | Russia        | 00:22:28   | 00:20:45   | 00:23:32   | 00:00:00   | 01:26:58" |
| 17   | Alberte Kjær Pedersen Emil Holm Sif Bendix Madsen Andreas Schilling          | Danimarca     | 00:22:47   | 00:21:07   | 00:24:15   | 00:20:10   | 01:28:17" |
| 18   | Vittoria Lopes Manoel Messias Luisa Baptista Diogo Sclebin                   | Brasile       | 00:22:50   | 00:21:00   | 00:23:02   | 00:22:16   | 01:29:07" |